# Ictonyx
Az Ictonyx az emlősök (Mammalia) osztályának ragadozók (Carnivora) rendjébe, ezen belül a menyétfélék (Mustelidae) családjába és a zorillaformák (Ictonychinae) alcsaládjába tartozó nem.

## Megjelenésük
A menyétfélék többségéhez hasonlóan az Ictonyx fajoknak is hosszúkás testük és rövid lábaik vannak. A csíkos görény vagy zorilla (I. striatus) fej-testhossza 28-38 centiméter, farka 16,5-28 centiméteres. A hímek súlya 800-1200 gramm, a kisebb nőstényeké 420-750 gramm. A sivatagi görény (I.libyca) fej-testhossza 20,7-26 centiméter, farka 11,4–18 cm hosszú, tömege pedig 200-600 gramm, a hím nagyobb, mint a nőstény. Fekete alapon fehér csíkos színezetük miatt mindkét faj feltűnő. Pofájuk rövid, 34 foguk van.

## Életmódjuk
Az Ictonyx fajok magányosan élnek és éjjel aktívak. Rágcsálókkal, madarakkal, kis hüllőkkel és ezek tojásaival, valamint rovarokkal táplálkoznak. A nőstények 36- 37 napos vemhesség után egy-három kölyköt hoznak világra.

## Rendszerezés
A nembe az alábbi 2 faj tartozik:
- sivatagi görény (Ictonyx libyca)
- csíkos görény vagy zorilla (Ictonyx striatus) - típusfaj

## Képek

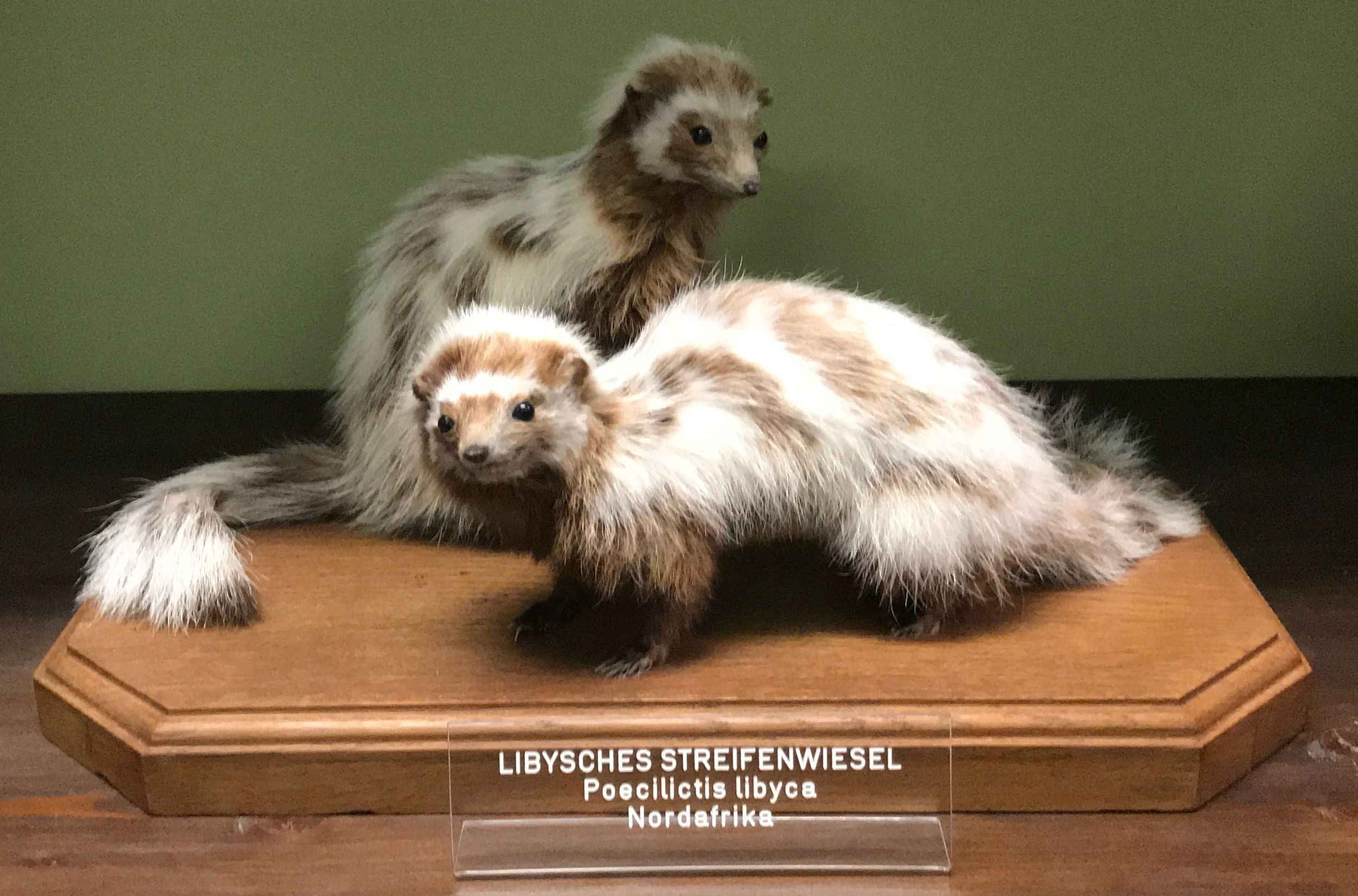
Kitömött sivatagi görény (I. libyca) pár
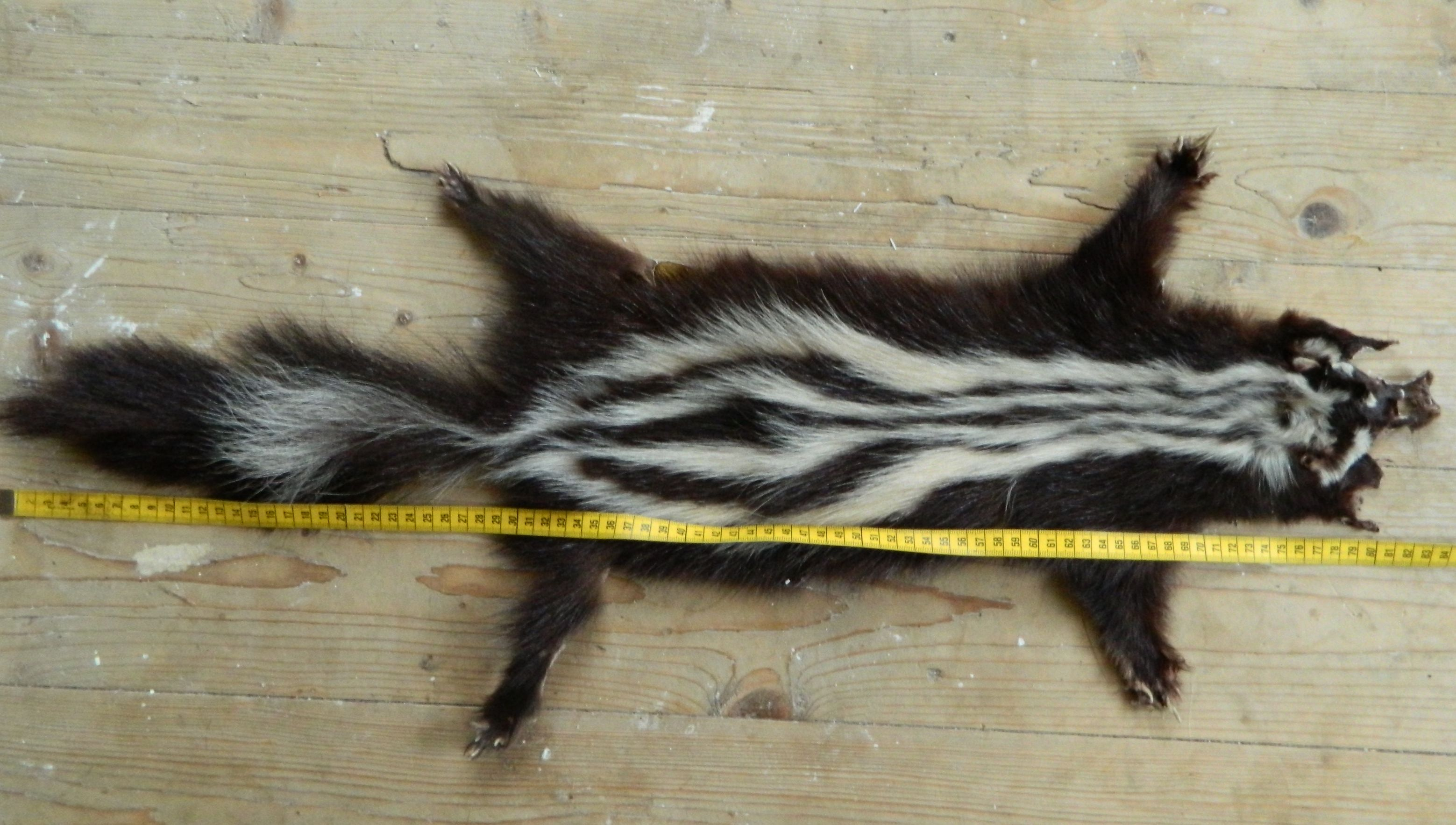
Csíkos görény (I. striatus) prémje
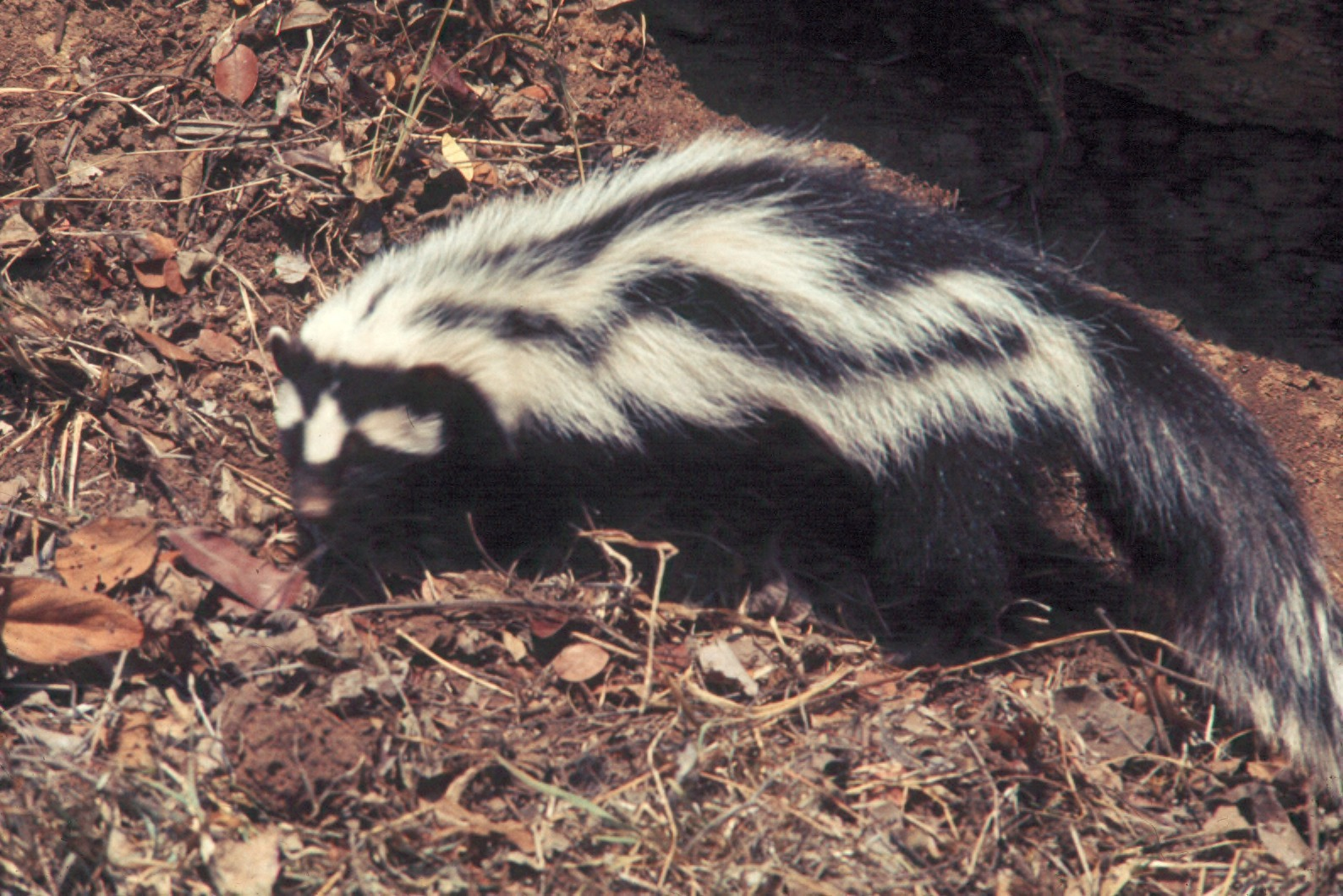
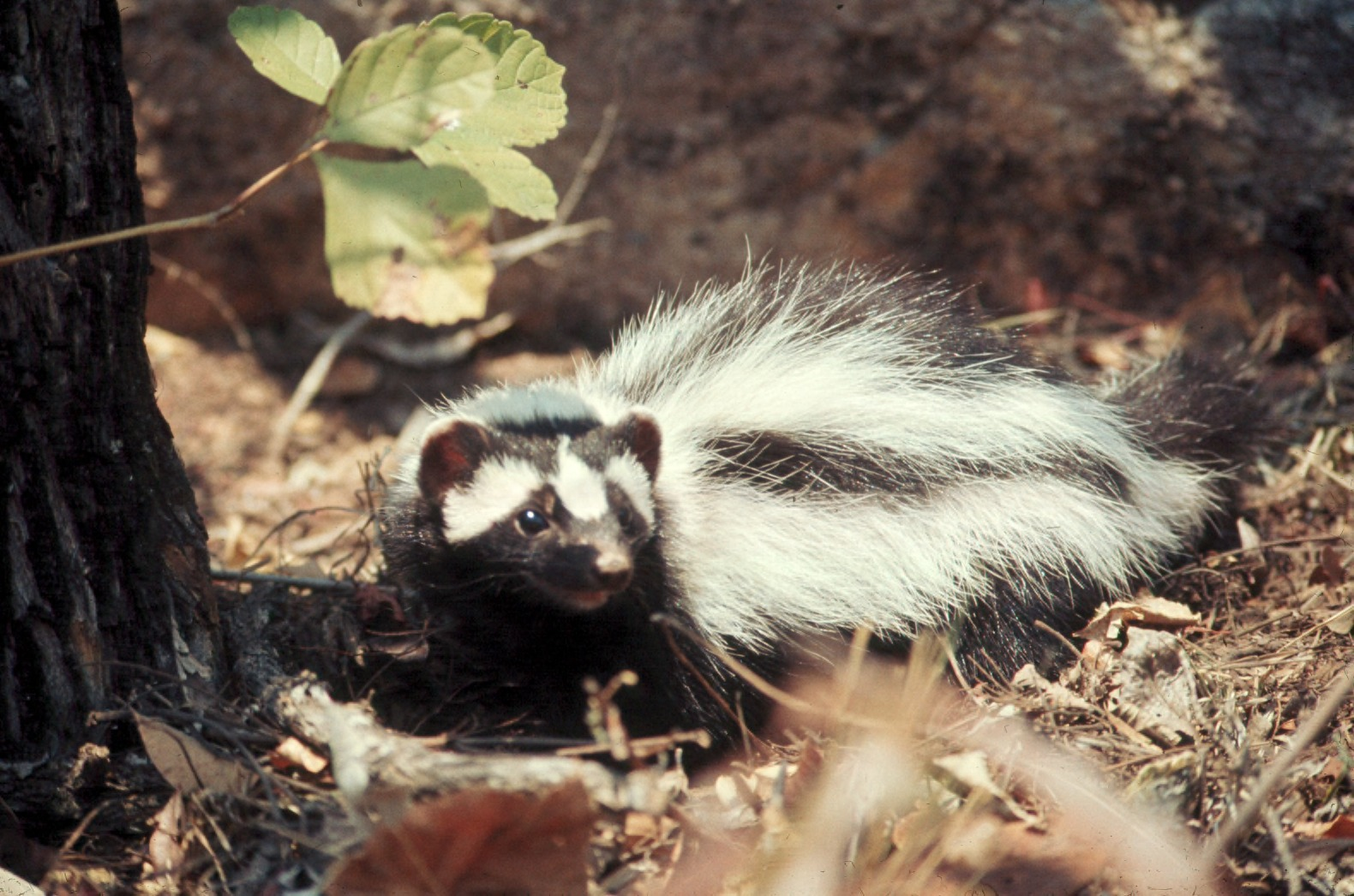